# Centrolene paezorum
Centrolene paezorum är en groddjursart som beskrevs av Ruiz-Carranza, Hernández-Camacho och Ardila-Robayo 1986. Centrolene paezorum ingår i släktet Centrolene och familjen glasgrodor. IUCN kategoriserar arten globalt som otillräckligt studerad. Inga underarter finns listade i Catalogue of Life.